# 浜田省司
浜田 省司（はまだ せいじ、1963年〈昭和38年〉1月23日 - ）は、日本の政治家、自治・総務官僚。高知県知事（第20代・21代）。無所属。
本来の表記は「浜」が異体字の濵田 省司で、高知県の公式ホームページではこちらの表記が採用されている。

## 来歴
高知県中村市（現・四万十市）出身。小学4年生のときに高知市に転居。土佐中学校・高等学校卒業。1985年（昭和60年）3月、東京大学法学部卒業。同年4月、自治省に入省。同年7月、京都府庁（地方課・財政課）に配属される。
1991年（平成3年）3月、外務省在サンフランシスコ日本国総領事館に副領事・領事として勤務。1994年（平成7年）5月、福岡県庁に消防防災課長・財政課長として勤務。
2003年（平成15年）4月、島根県総務部長に就任。2014年（平成26年）7月、総務省大臣官房参事官（秘書課担当）に就任。2015年（平成27年）7月、内閣府大臣官房審議官（経済社会システム担当）に就任。
2017年（平成29年）7月11日、大阪府副知事に就任。
2019年（令和元年）7月、大阪府副知事を退任し、総務省大臣官房総括審議官（マイナンバー情報連携、政策企画）に就任。同年8月21日、尾﨑正直知事が任期満了に伴う知事選挙への不出馬を表明。第49回衆議院議員総選挙で高知2区から立候補を目指す意向を示し、後継候補に浜田を指名した。これを受けて8月27日、知事選へ立候補する意向を表明した。同月、総務省を退職。
同年11月24日に行われた高知県知事選挙に無所属（自由民主党・公明党推薦）で立候補し、日本共産党県委員の松本顕治を破り初当選した。12月7日、公選第20代高知県知事に就任。
2023年3月1日、再選を目指して高知県知事選挙に立候補する意向を表明した。
同年11月26日に行われた高知県知事選挙に無所属（自由民主党・公明党推薦）で立候補し、再選した。

## 県政
- 2020年（令和2年）4月30日、新型コロナウイルス対策の財源に充てるため、自身の5月分の給与（109万8千円）を全額カットすると発表した[7]。